# Richard Crosse
Richard Crosse (1742 - 1810) est l'un des principaux peintres anglais de miniatures de portraits. Il est un contemporain de John Smart, George Engleheart, Richard Cosway et William Wood.

## Famille
Crosse est né le 24 avril 1742 à Knowle, dans la paroisse de Cullompton Devon, de John et Mary Crosse. Son père est avocat et sa famille appartient à la noblesse terrienne. Crosse est, comme l'une de ses sœurs, complètement sourd et incapable de parler. Il a au moins six frères et sœurs.
Crosse tombe amoureux de sa cousine, Sarah Cobley, mais elle est déjà fiancée à Benjamin Haydon - et il semble qu'il ait été profondément affecté par cette déception, laissant Crosse le cœur brisé. On dit qu'il a ressenti la douleur de cet amour non partagé pour le reste de sa vie et qu'il ne s'est jamais marié. Crosse vit et travaille à Henrietta Street, Covent Garden, Londres, à partir de 1760. Son frère tient la maison et sert de liaison entre Crosse et ses clients. Crosse se retire à Wells à la fin des années 1790 et vit avec le frère de Miss Cobley. Crosse rencontre à nouveau Sarah Cobley en 1807, lorsqu'elle décide de rendre visite à son frère après avoir appris que sa maladie était mortelle. Elle arrive à l'improviste et son frère n'a pas pu faire sortir Crosse de la maison à l'avance. En revoyant Sarah après tant d'années, Crosse se précipite vers elle et l'embrasse avec une forte émotion. Elle est décédée le lendemain. Crosse meurt en mai 1810, dans son ancienne maison familiale à Knowle.

## Carrière professionnelle
Crosse commence à peindre comme passe-temps, comme c'est la mode parmi la noblesse. À l'âge de 16 ans, il remporte un prix à la nouvelle «Society for the Encouragement of Arts, Manufactures and Commerce» (la Society of Arts) à Londres. Il s'installe ensuite à Londres et, comme Richard Cosway et John Smart, il étudie à la nouvelle école de dessin de William Shipley (en), le fondateur de la Society of Arts. Il étudie également à la Duke of Richmond's Gallery.
Crosse expose son travail dans les nouvelles sociétés londoniennes : à la Society of Artists 1760–1796, à la Free Society 1761–1766 et à la Royal Academy 1770–1796. Il vit et travaille à Henrietta Street, à Covent Garden, Londres, à partir de 1760. Son frère est l'intermédiaire entre Crosse et ses clients. Basil Long dans son livre "British Miniaturists" (1929) considère Crosse comme un dessinateur très précis qui peint sans hésitation ni retouche.
Bien qu'il ne puisse ni entendre ni parler, Crosse a beaucoup de succès et est très apprécié par sa clientèle distinguée. Il a comme clients le prince de Galles et les ducs de Cumberland et de Gloucester. Il peint ses œuvres principalement à l'aquarelle sur ivoire ; il exécute aussi quelques miniatures en émail, support difficile et pas toujours réussi ; ainsi que la peinture de portraits à l'huile. Beaucoup de ses miniatures de portrait sont de petite taille, étant moins de 2 pouces de hauteur. Les miniaturistes de la période 1760-1780 apprenaient encore à peindre sur ivoire, car il a une surface grasse difficile à peindre à l'aquarelle. Plutôt que d'essayer de peindre sur de grandes surfaces, de nombreux portraitistes miniaturistes de cette période utilisent des ivoires de seulement 11⁄2 à 2 pouces de hauteur. L'ivoire est utilisé pour les miniatures, car il donne une belle luminosité aux tons chair du visage du modèle. Au cours des années 1780 et 1790, Crosse utilise des ivoires de grande taille de 3,5 pouces ou plus de hauteur. Ses honoraires commencent à environ 8 guinées pour les petites œuvres et montaient jusqu'à 30 guinées pour ses plus grands portraits.
Le travail de Crosse est raffiné et, dans les meilleurs exemples, les modèles ont vraiment l'air de pouvoir sortir du cadre. Les miniatures de Crosse semblent souvent dominées par une nuance de bleu verdâtre, peut-être influencée par les premiers travaux de Joshua Reynolds. Ses œuvres ont tendance à avoir une teinte bleu verdâtre et ses pigments rouges se sont un peu estompés au fil des ans. Il signe rarement son travail. La mode de l'époque est pour les femmes de porter de plus en plus leurs cheveux haut sur la tête, souvent poudrés. Il est intéressant de voir comment Crosse parvient à adapter un portrait tête et épaules d'une femme aux cheveux empilés sur un si petit morceau d'ivoire. Les hommes portent généralement leurs cheveux « en file d'attente », ramenés en queue de cheval attachée par un ruban noir ; souvent, ils portent des perruques poudrées sur leurs cheveux ou se poudrent directement les cheveux.
Crosse, en tant que membre de la noblesse terrienne, possède un revenu privé ; il gagne également une somme assez considérable grâce à ses portraits. Il investit judicieusement son argent dans des biens immobiliers et des actions et reçoit un bon revenu de ces investissements dans ses dernières années.
Il se retire de la peinture commerciale à la fin des années 1790 et meurt en 1810.